# Can Ribes (la Jonquera)
Can Ribes és una casa de la Jonquera (Alt Empordà) inclosa a l'Inventari del Patrimoni Arquitectònic de Catalunya.

## Descripció
Situat dins del nucli urbà de la població de la Jonquera, a la banda de migdia del terme, al carrer Major.
Edifici entre mitgeres de planta rectangular, amb la coberta de teula de dos vessants i distribuït en planta baixa i dos pisos. Totes les obertures de l'edifici són rectangulars. La façana principal presenta, a la planta baixa, dos portals d'accés a l'interior i una finestra, tots bastits en carreus de pedra ben desbastats als brancals i les llindes planes, tot i que el portal lateral ha estat transformat per adaptar-lo als nous usos de la construcció. La llinda del portal central és monolítica i presenta la data 1726 gravada dins d'un oval en baix relleu. Al primer pis hi ha tres finestrals emmarcats amb carreus de pedra i amb les llindes planes. Tenen sortida a petits balcons amb les llosanes motllurades i les baranes de ferro treballades. La segona planta presenta tres finestrals de mida més petita que els anteriors, amb els emmarcaments emblanquinats i sortida a balcons encara més senzills que els anteriors. La façana està rematada per un doble ràfec de teula i maons.
La construcció presenta el parament arrebossat i pintat.

## Història
Al centre històric de La Jonquera, al voltant de l'església de Santa Maria, es varen bastir diferents cases que presenten llindes inscrites amb dates del segle xviii. Entre d'elles es troba Can Ribes, emplaçada al carrer Major 59, on es pot apreciar una llinda amb la data 1726, possiblement la data de construcció de l'edifici.